# Mario Piccinocchi
Mario Piccinocchi (Milano, 21 febbraio 1995) è un ex calciatore italiano, di ruolo centrocampista.

## Carriera

### Club
Il 7 luglio 2015 passa in prestito secco per un anno al Lugano.
A fine stagione viene prolungato di un altro anno il prestito. Il 18 luglio 2017 viene acquisito a titolo definitivo dal club bianconero, sottoscrivendo un contratto biennale. Il 16 luglio 2019 firma un contratto annuale con opzione per le due stagioni successive, con l'Ascoli, club militante nella serie B italiana.
Il 25 luglio 2021 viene acquistato dall'Alcione. Nel giro di poco tempo ne diventa capitano e alla fine della stagione 2023-2024 contribuisce al conseguimento di una storica promozione in Serie C.

### Nazionale
Nella sua carriera ha collezionato alcune presenze, con le rispettive selezioni, nazionale Under-17 italiana, nazionale Under-18 italiana e nazionale Under-19 italiana.

## Statistiche

### Presenze e reti nei club
Statistiche aggiornate al 26 aprile 2025.
| Stagione        | Squadra         | Campionato      | Campionato | Campionato | Coppe nazionali | Coppe nazionali | Coppe nazionali | Coppe continentali | Coppe continentali | Coppe continentali | Altre coppe | Altre coppe | Altre coppe | Totale | Totale |
| Stagione        | Squadra         | Comp            | Pres       | Reti       | Comp            | Pres            | Reti            | Comp               | Pres               | Reti               | Comp        | Pres        | Reti        | Pres   | Reti   |
| --------------- | --------------- | --------------- | ---------- | ---------- | --------------- | --------------- | --------------- | ------------------ | ------------------ | ------------------ | ----------- | ----------- | ----------- | ------ | ------ |
| 2015-2016       | Lugano          | SL              | 31         | 1          | CS              | 3               | 1               | -                  | -                  | -                  | -           | -           | -           | 34     | 2      |
| 2016-2017       | Lugano          | SL              | 23         | 1          | CS              | 0               | 0               | -                  | -                  | -                  | -           | -           | -           | 23     | 1      |
| 2017-2018       | Lugano          | SL              | 30         | 0          | CS              | 4               | 0               | UEL                | 4                  | 0                  | -           | -           | -           | 38     | 0      |
| 2018-2019       | Lugano          | SL              | 17         | 0          | CS              | 2               | 0               | -                  | -                  | -                  | -           | -           | -           | 19     | 0      |
| Totale Lugano   | Totale Lugano   | Totale Lugano   | 101        | 2          |                 | 9               | 1               |                    | 4                  | 0                  | -           | -           | -           | 114    | 3      |
| 2019-2020       | Ascoli          | B               | 13         | 0          | CI              | 0               | 0               | -                  | -                  | -                  | -           | -           | -           | 13     | 0      |
| feb.-giu. 2021  | Seregno         | D               | 11         | 0          | -               | -               | -               | -                  | -                  | -                  | -           | -           | -           | 11     | 0      |
| 2021-2022       | Alcione         | D               | 22         | 0          | CI-D            | 1               | 0               | -                  | -                  | -                  | -           | -           | -           | 23     | 0      |
| 2022-2023       | Alcione         | D               | 24         | 2          | CI-D            | 2               | 0               | -                  | -                  | -                  | -           | -           | -           | 26     | 2      |
| 2023-2024       | Alcione         | D               | 17         | 0          | CI-D            | 0               | 0               | -                  | -                  | -                  | -           | -           | -           | 17     | 0      |
| 2024-2025       | Alcione         | C               | 14         | 0          | CI-C            | 1               | 0               | -                  | -                  | -                  | -           | -           | -           | 15     | 0      |
| Totale Alcione  | Totale Alcione  | Totale Alcione  | 77         | 2          |                 | 4               | 0               |                    | -                  | -                  |             | -           | -           | 81     | 2      |
| Totale carriera | Totale carriera | Totale carriera | 202        | 4          |                 | 13              | 1               |                    | 4                  | 0                  | -           | -           | -           | 219    | 5      |

## Palmarès

### Club

#### Competizioni giovanili
- Campionato Allievi Nazionali: 1

Milan: 2010-2011
- Torneo di Viareggio: 1

Milan: 2014

#### Competizioni nazionali
- Serie D: 2

Seregno: 2020-2021 (girone B)
Alcione: 2023-2024 (girone A)